# Kettenspanner
Ein Kettenspanner ist eine Vorrichtung zum Spannen einer Kette; er wird bei einer Vielzahl von Maschinen und Antrieben eingesetzt. Bekannt sind Kettenspanner sehr unterschiedlicher Bauart beim Fahrrad, der Steuerkette eines Verbrennungsmotors und bei Kettenfahrzeugen. In der Hauptsache soll ein Kettenspanner die allmähliche Längung einer Kette durch Verschleiß ausgleichen. Davon deutlich abweichend ist der Schaltkäfig eines Fahrrads mit Kettenschaltung, der für jeden einzelnen Schaltvorgang Kettenlänge ausgleichen muss.

## Kettenantrieb bei Zweirädern

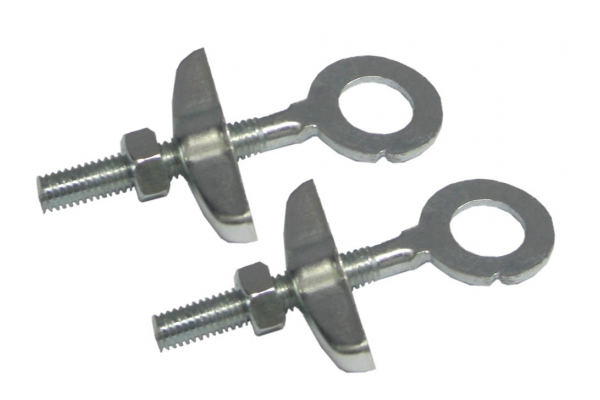
Kettenspanner für Fahrräder mit horizontalen Gabelenden

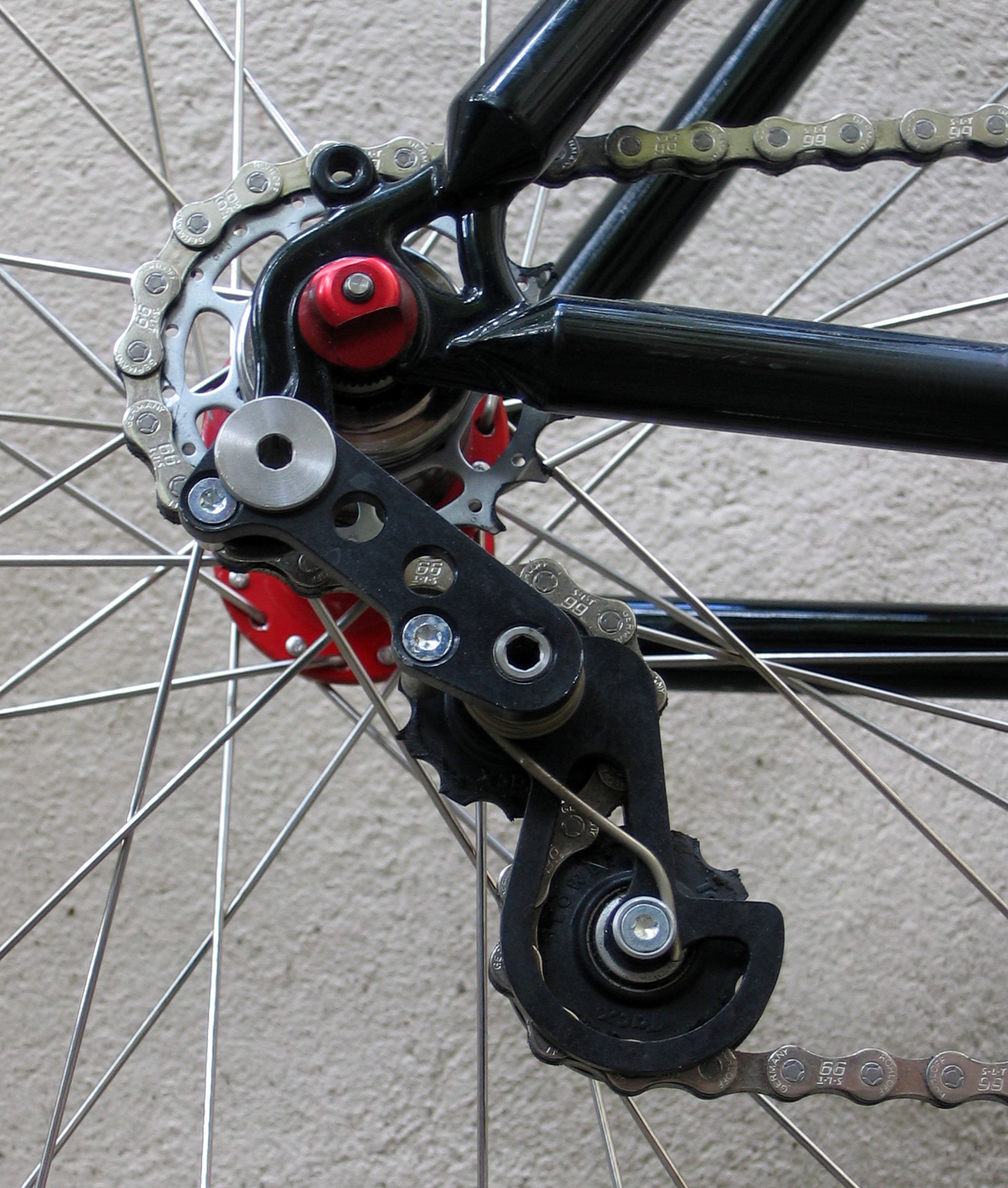
Kettenspanner nach der Funktionsweise eines Schaltkäfigs, jedoch ohne Kettenschaltung

### Motorräder und Fahrräder ohne Schaltung oder mit Getriebeschaltung
Kettenangetriebene Motorräder sowie Fahrräder ohne Schaltung oder mit einer Getriebeschaltung, etwa einer Nabenschaltung, erfordern nur das gelegentliche Korrigieren der Kettenspannung. Meistens ist keine automatische Spannvorrichtung verbaut, sondern das Hinterrad wird von Zeit zu Zeit manuell weiter hinten positioniert. Historische Fahrräder haben oft horizontale, nach hinten offene hintere Ausfallenden, bei denen die Kette mit über Muttern justierbare Kettenspanner gespannt werden muss.

### Singlespeed mit Wechseloption
Fahrräder ohne Schaltung (Singlespeed-Rad, Fixie) können über einen Kettenspanner ähnlich dem von Schaltungen mit Kettenschaltung verfügen. Dieser erlaubt den wechselnden Einsatz verschieden großer Zahnkränze (vorn oder hinten) für verschiedene Einsatzgebiete, ohne dass die Kette jedes Mal gekürzt oder verlängert werden müsste. 

### Kettenschaltung
Die Kette eines Fahrrads mit Kettenschaltung muss in ständigem Wechsel auf Zahnkränzen verschiedener Größe mit der gleichen Spannung laufen, um eine korrekte Funktion zu gewährleisten. Dazu besitzt das Schaltwerk einer Kettenschaltung den Schaltkäfig, der zwar fest am Schaltwerk verbaut ist, jedoch neben dem Umwerfer vorne (falls vorhanden) und dem eigentlichen Schaltwerk eine dritte Komponente darstellt und gegebenenfalls auch Unterschiede in der Zahnzahl beim Umwerfer ausgleichen muss.

## Steuerkette beim Verbrennungsmotor

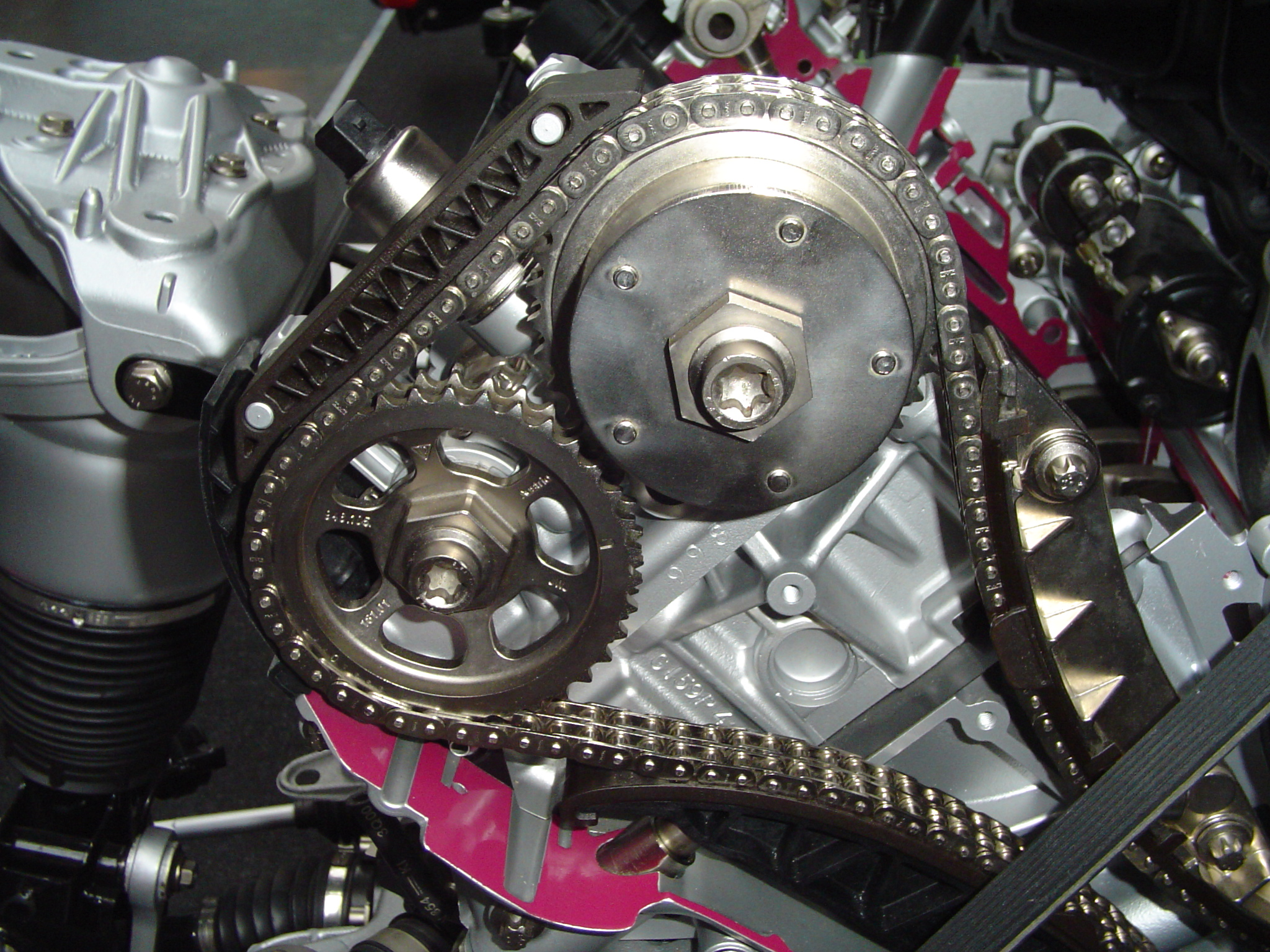
Ventilsteuerung durch zwei obenliegende Nockenwellen, angetrieben durch eine Steuerkette.

Der Kettenspanner dient dazu, die Steuerkette eines Nockenwellenantriebes zu spannen. Die Kette muss dauernd leicht gespannt sein, weil eine lose Kette Spiel aufweist und somit die Ventilsteuerzeiten nicht exakt stimmen. Zudem würde sie Geräusche verursachen (rasseln) und übermäßiger Verschleiß von Kette und Kettenrädern wäre die Folge.
Der Kettenspanner drückt dabei nicht direkt auf die Kette, sondern in der Regel auf eine Spannschiene, an der die Kette entlang gleitet. Diese Spannschiene ist auf einer Seite schwenkbar am Motorblock befestigt und auf der anderen Seite wird sie vom Kettenspanner gegen die Kette gedrückt.
Weil sich die Kette bei Erwärmung ausdehnt und bei Abkühlung wieder zusammenzieht, ist ein Kettenspanner nötig, der diese Längenänderung laufend ausgleichen kann. Eine feste Spannvorrichtung, z. B. mit einem Exzenter, kann somit nicht verwendet werden. Ebenso eignen sich rein federbetätigte Spanner nicht, weil diese mit einer zu großen Spannkraft auf die Kette drücken müssten, um Kettenschwingungen zuverlässig zu verhindern.
Deshalb werden oft hydraulische Kettenspanner verwendet, welche ähnlich wie Hydrostößel von Ventiltrieben arbeiten. Bei diesen erzeugt eine verhältnismäßig schwache Feder genügend Anpresskraft, um die Kette mit einer Mindestkraft vorgespannt spielfrei zu halten. Diese Feder ist in einem Zylinder eingebaut und drückt auf einen Kolben. Zusätzlich wird bei laufenden Motor der Zylinder von der in Verbrennungsmotoren üblichen Öldruck-Umlaufschmierung über ein Rückschlagventil mit Schmieröl gefüllt. Wirkt Druck auf den Kolben (z. B. wenn sich die Kette abkühlt), so wird das Öl durch eine kleine Bohrung oder Ringspalt aus dem Zylinder hinaus gedrückt. Wirkt die Kraft nur sehr kurz, wie das durch die Kettenschwingungen periodisch auftritt, so bleibt der Spanner fast starr, weil das Öl nicht so schnell durch die vorgesehene Öffnung heraus gedrückt werden kann. Wird die Kette länger, so drückt die Feder den Kolben gegen die Kette. Dies geschieht in einer Phase, in der die Kette aufgrund der Kettenschwingung gerade etwas locker ist. Durch ein Kugelventil strömt sofort Öl in den Zylinder nach. Somit wird die Kette sofort nachgespannt.